# Bob Seeley
Bob Seeley (Detroit, 13 de setembro de 1928 – 15 de outubro de 2024) foi um pianista de boogie-woogie norte-americano. Seeley trabalhou por um tempo como acompanhante para Sippie Wallace. Seeley é um versátil pianista cujo interesse e repertório incorpora o blues e boogie-woogie.[carece de fontes?]